# Raiffeisen-Volksbank Varel-Nordenham
Die Raiffeisen-Volksbank Varel-Nordenham eG ist eine deutsche Genossenschaftsbank mit Sitz in der niedersächsischen Stadt Varel im Landkreis Friesland.

## Geschichte
Die heutige Raiffeisen-Volksbank Varel-Nordenham eG entstand im Jahr 2000 durch die Fusion der Raiffeisenbank Esenshamm-Stadland eG mit dem Sitz in Stadland und der Raiffeisen-Volksbank Varel-Zetel eG mit dem Sitz in Varel. Diese fusionierte bereits im Jahr 1998 mit der Raiffeisenbank Jaderberg eG mit dem Sitz in Jaderberg.
Im Jahr 1970 fusionierte die Raiffeisenbank Altjührden eGmbH mit dem Sitz in Altjührden mit der Spar- und Darlehnskasse eGmbH Seghorn mit dem Sitz in Seghorn und dann im Folgejahr mit der Raiffeisen-Bank Varel eGmbH mit dem Sitz in Varel zur Raiffeisen-Bank Varel eGmbH. 1973 fusionierte diese dann mit der Raiffeisenkasse Bockhorn eGmbH mit dem Sitz in Bockhorn.
Durch die Fusion der Raiffeisen-Volksbank Varel e.G. im Jahr 1989 mit der Volksbank Zetel eG mit dem Sitz in Zetel entstand dann die Raiffeisen-Volksbank Varel-Zetel eG mit dem Sitz in Varel. Die damalige Spar- und Darlehnskasse Zetel eGmbH fusionierte im Jahr 1973 mit der Raiffeisenbank Neuenburg eGmbH mit dem Sitz in Neuenburg und dann als Volksbank Zetel eG 1985 mit der Raiffeisenbank Grabstede eG mit dem Sitz in Grabstede.
Die ehemalige Raiffeisenbank Esenshamm eG mit dem Sitz in Esenshamm fusionierte 1979 mit der Raiffeisenbank Seefeld eG mit dem Sitz in Seefeld zur Raiffeisenbank Esenshamm-Seefeld eG mit Sitz in Esenshamm. Im Jahr 1989 fusionierte die Raiffeisenbank Esenshamm-Seefeld eG mit neuem Sitz in Stadland dann mit der Volksbank Nordenham eG mit dem Sitz in Nordenham unter Beibehaltung ihres Namens und Sitzes. Im Jahr 1990 wurde mit der Raiffeisenbank Stadland eG mit dem Sitz in Stadland fusioniert und der Sitz nach Nordenham verlegt. Im Jahr 1994 erfolgte dann die Fusion mit der Raiffeisenbank Schweiburg eG mit dem Sitz in Schweiburg.
Die Raiffeisenbank Stadland eG entstand im Jahr 1980 durch die Fusion der Raiffeisenbank Rodenkirchen eG mit dem Sitz in Rodenkirchen mit der Raiffeisenbank Schwei eG mit dem Sitz in Schwei.

## Rechtsverhältnisse
Die Raiffeisen-Volksbank Varel-Nordenham eG ist im Genossenschaftsregister beim Amtsgericht Oldenburg (Oldenburg) unter GnR 130008 eingetragen.

## Organisationsstruktur
Rechtsgrundlagen sind das Genossenschaftsgesetz und die durch die Vertreterversammlung beschlossene Satzung. Organe der Bank sind der Vorstand, der Aufsichtsrat und die Vertreterversammlung.

## Sicherungseinrichtung
Die Raiffeisen-Volksbank Varel-Nordenham eG ist der amtlich anerkannten Sicherungseinrichtung des Bundesverbandes der Deutschen Volksbanken und Raiffeisenbanken GmbH und der zusätzlichen freiwilligen Sicherungseinrichtung des Bundesverbandes der Deutschen Volksbanken und Raiffeisenbanken e.V. angeschlossen.

## Geschäftsausrichtung
Die Raiffeisen-Volksbank Varel-Nordenham eG betreibt das Universalbankgeschäft. Im Verbundgeschäft arbeitet sie mit der DZ Bank, R+V Versicherung, Bausparkasse Schwäbisch Hall, Teambank, VR Smart Finanz, DZ Hyp und der Union Investment zusammen.

## Geschäftsgebiet
Das Geschäftsgebiet liegt im Süden des Landkreises Friesland und im Zentrum des Landkreises Wesermarsch.
An diesen Orten betreibt die Bank Filialen:
- Varel (Hauptstelle, jur. Sitz)
- Bockhorn (Geschäftsstelle)
- Jaderberg (Geschäftsstelle)
- Nordenham (Geschäftsstelle)
- Obenstrohe (Geschäftsstelle)
- Rodenkirchen (Geschäftsstelle)
- Schweiburg (Geschäftsstelle)
- Zetel (Geschäftsstelle)

Die bisherigen Geschäftsstellen in Altjührden, Esenshamm, Langendamm, Grabstede, Neuenburg, Seefeld, Spohle und Schwei wurden geschlossen.